# Giovanni Ferretti
Giovanni Ferretti (v. 1540 - v. 1609) est un compositeur italien de la Renaissance. Venise et Ancône se disputent l'honneur de l'avoir vu naître.

## Biographie
Ferretti vit de 1569 à 1580 à Ancône, où il est maître de chapelle (maestro di cappella) et maître de chœur à la cathédrale Saint-Cyriaque d'Ancône en 1575. Plus tard on le trouve comme maître de chapelle à la cathédrale Sainte Maison de Lorette, en 1596, où il reste jusqu'en 1603.
Giovanni Ferretti est connu principalement pour ses compositions de chansons (ou canzone) napolitaines, un genre qui donna naissance à la canzonetta, plus légère de madrigal et proche de la villanella. Il publie à Venise deux livres de canzoni alla napolitana à six voix en 1573 et 1575, ainsi que quatre livres à 5 voix entre 1567 et 1585. Son deuxième recueil de chansons à 6 voix est celui qui se rapproche le plus du madrigal - c'est d'ailleurs le seul à ne pas porter le nom alla napolitana.
Ses compositions sont rééditées à Nuremberg, Anvers et Londres et affirment sa renommée notamment en Angleterre où il influence, au même titre qu'Orazio Vecchi, l'école anglaise de madrigaux. Une de ses canzoni célèbre la victoire navale de Lépante (1571) et, se démarquant du style napolitain, est écrite en dialecte vénitien.

## Œuvres

### Chansons (canzoni)
- Canzone alla napolitana a 5 vv (1567)
- Il secondo libro delle canzoni alla napolitana a 5 vv (1569)
- Il terzo libro delle canzoni alla napolitana a 5 vv (1570)
- Il quarto libro delle canzoni alla napolitana a 5 vv (1571)
- Il primo libro delle canzoni alla napolitana a 6 vv (1573)
- Il secondo libro delle canzoni a 6 vv (1575)
- Il quinto libro delle canzoni alla napolitana a 5 vv (1585)

### Œuvres sacrées
- Messe a 4
- 3 Psaumes a 4
- 5 Magnificat
- 3 Antiennes
- 19 Hymnes
- 2 Motets